# Comarca de Chapadão do Sul
A Comarca de Chapadão do Sul é uma comarca brasileira localizada no estado de Mato Grosso do Sul, a 360 quilômetros da capital.

## Generalidades
Sendo uma comarca de segunda entrância, tem uma superfície total de 3,8 mil km², o que totaliza 1% da superfície total do estado. A povoação total da comarca é de 20 mil habitantes, aproximadamente 1% do total da povoação estadual, e a densidade de povoação é 5,4  habitantes por km².
A comarca inclui apenas o município de Chapadão do Sul e limita-se com as comarcas de Costa Rica, Água Clara, Inocência, Cassilândia
Economicamente possui PIB de R$ 682 300 000,00 e PIB per capita de R$ 34 715,60